# 香港新聞博覽館
香港新聞博覽館位於香港香港島中環必列者士街2號，鄰近永利街，前身是在1953年興建的必列啫士街街市（Bridges Street Market）。這幢歷史建築是二次世界大戰後首批落成的其中一座公共街市，樓宇部分坐落美國公理會佈道所的舊址，孫中山1884年在此受洗成爲基督徒。中區是華人報業的發源地，香港最早期的報社都在這一帶設立辦事處。2013年，香港新聞教育基金根據「活化歷史建築伙伴計劃（第三期）」的規定，獲准活化必列啫士街街市，將它發展為以新聞為主題的教育中心。

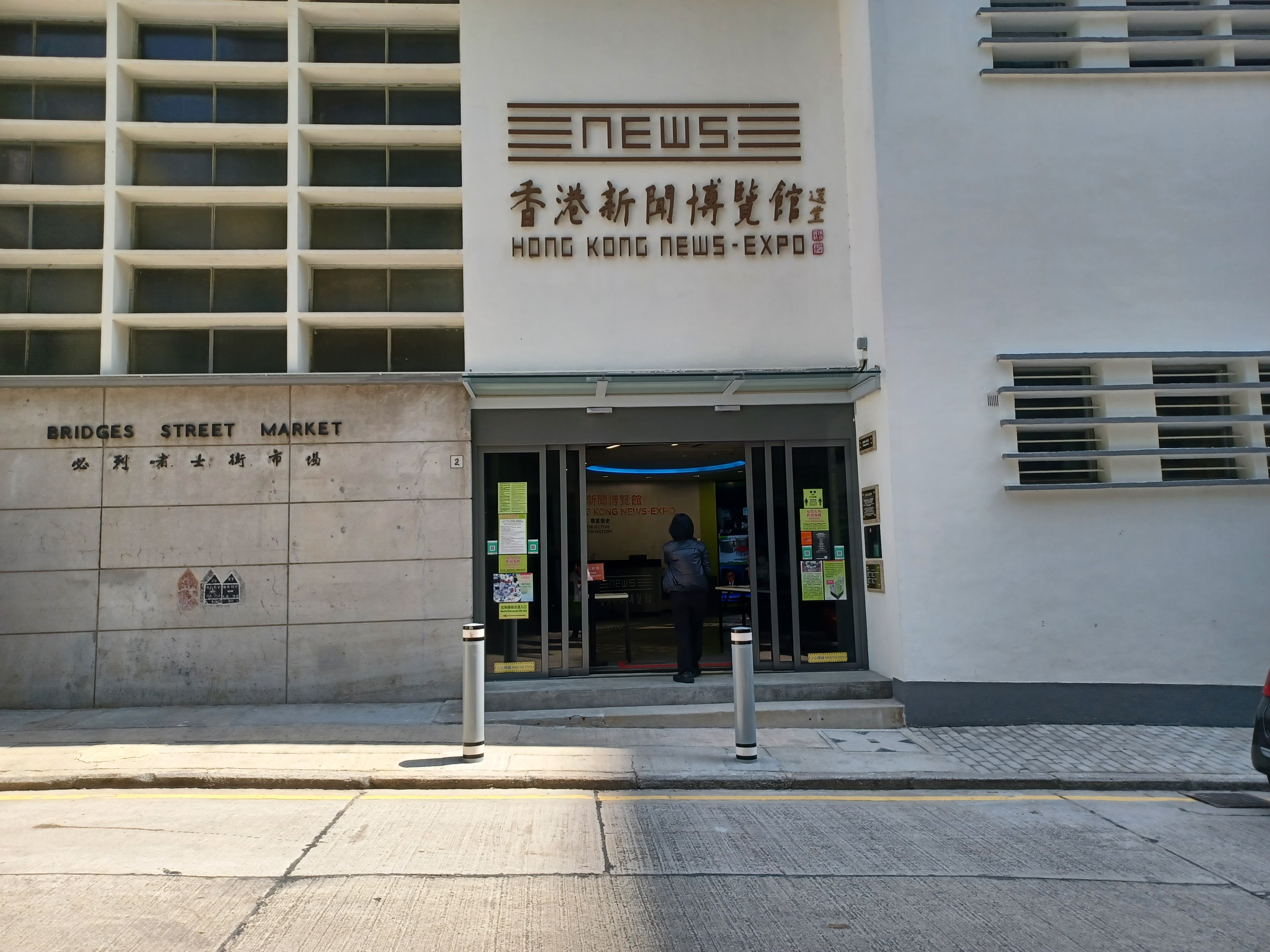
入口

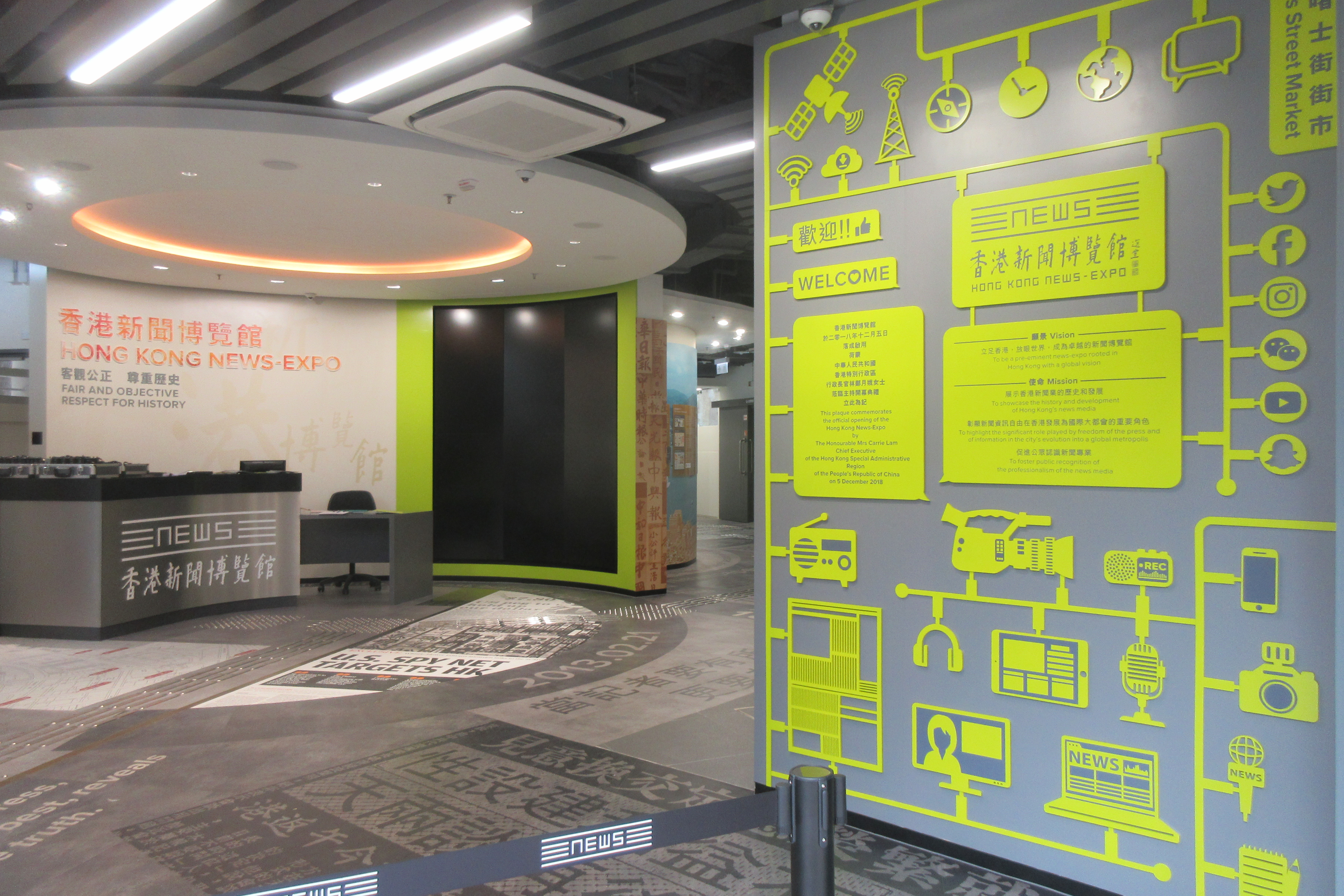
大堂接待處

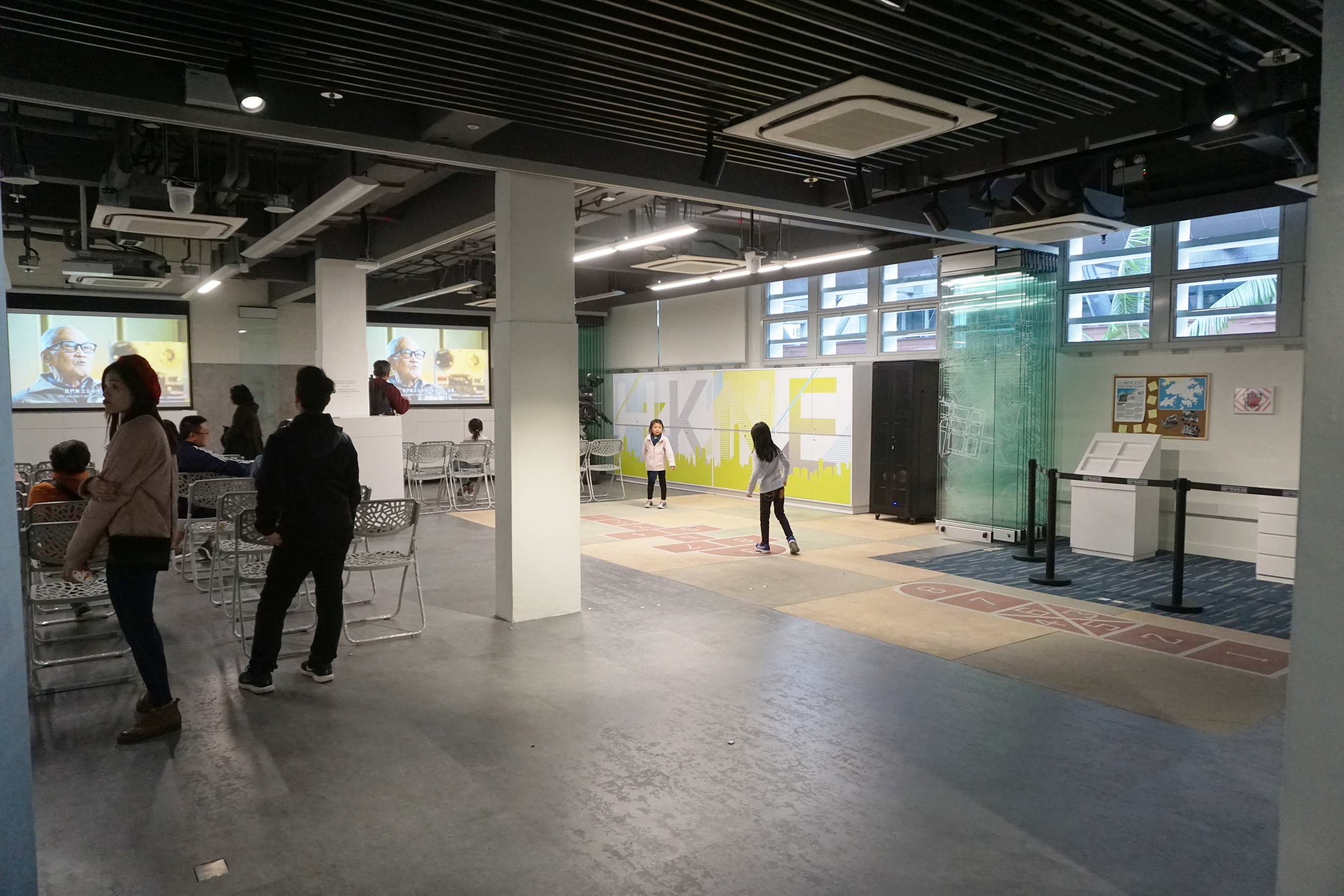
多用途室播放新聞歷史、事件及專訪，並保留原有位於街市1樓的跳飛機

2016年4月，立法會財務委員會通過撥款8,530萬港元，資助活化必列啫士街街市。面積約一萬平方尺的香港新聞博覽館，已在2018年12月6日向公眾開放，設有專題展覽區，介紹香港開埠以來新聞媒體的發展過程，並透過新聞片段，帶出香港百多年來政治、經濟及社會變化，展示資訊自由流通是香港成功發展的重要基石之一。該博覽館更是亞洲第一個以新聞作主題的博覽館。

## 設施及活動
香港新聞博覽館擬設多個專區，展覽內容包括︰
- 透過歷史片段、聲音、圖像、實物及文字資料，展示香港報業、電台、電視新聞及網上新聞的演變；
- 探討在現今資訊流通的年代，傳播資訊方式的蛻變對傳媒和社會帶來的影響；
- 展出香港開埠以來重大事件的不同新聞報導，帶出資訊自由流通的重要性；
- 傑出新聞攝影作品展覽；及
- 周期專題展覽，例如2008北京奧運馬術比賽、2008四川汶川地震、「六四事件」三十年、「五四運動」100年、內地採訪七十年及香港貿易發展。
- 新聞體驗區：讓參加者體驗做電視主播，嘗試面對攝影鏡頭報導新聞；
- 紀念品店：售賣與新聞有關的書籍及紀念品；及
- 多用途室：舉辦傳媒教育活動、講座及研討會。

舉辦多項活動，包括：
- 為中小學生而設的傳媒教育活動；
- 定期新聞講座及傳媒工作坊，介紹媒體新發展；
- 逢星期六、日向公眾人士提供導賞服務；及
- 為弱勢社群、長者提供導賞服務。

地下

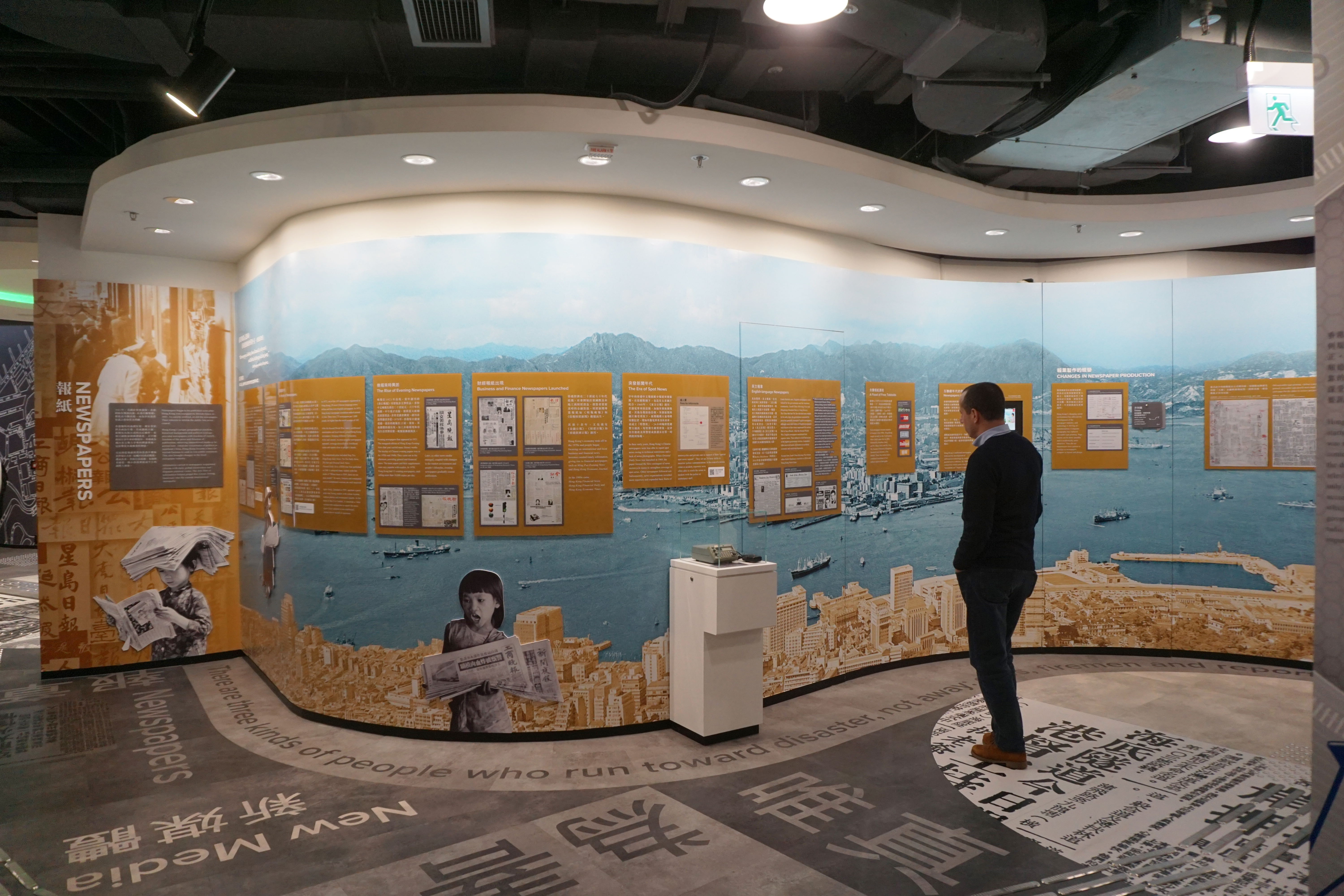
報紙展區
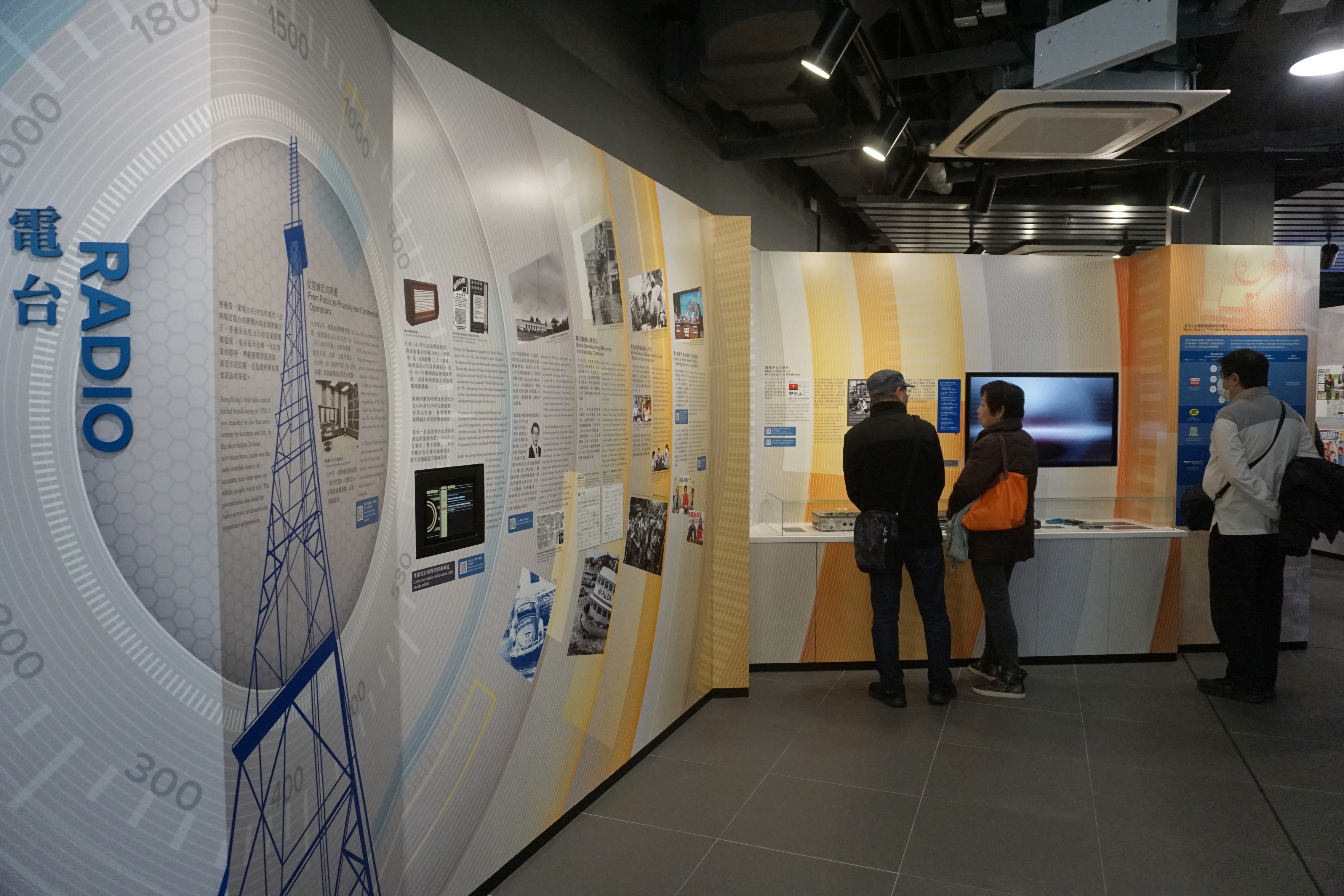
電台展區
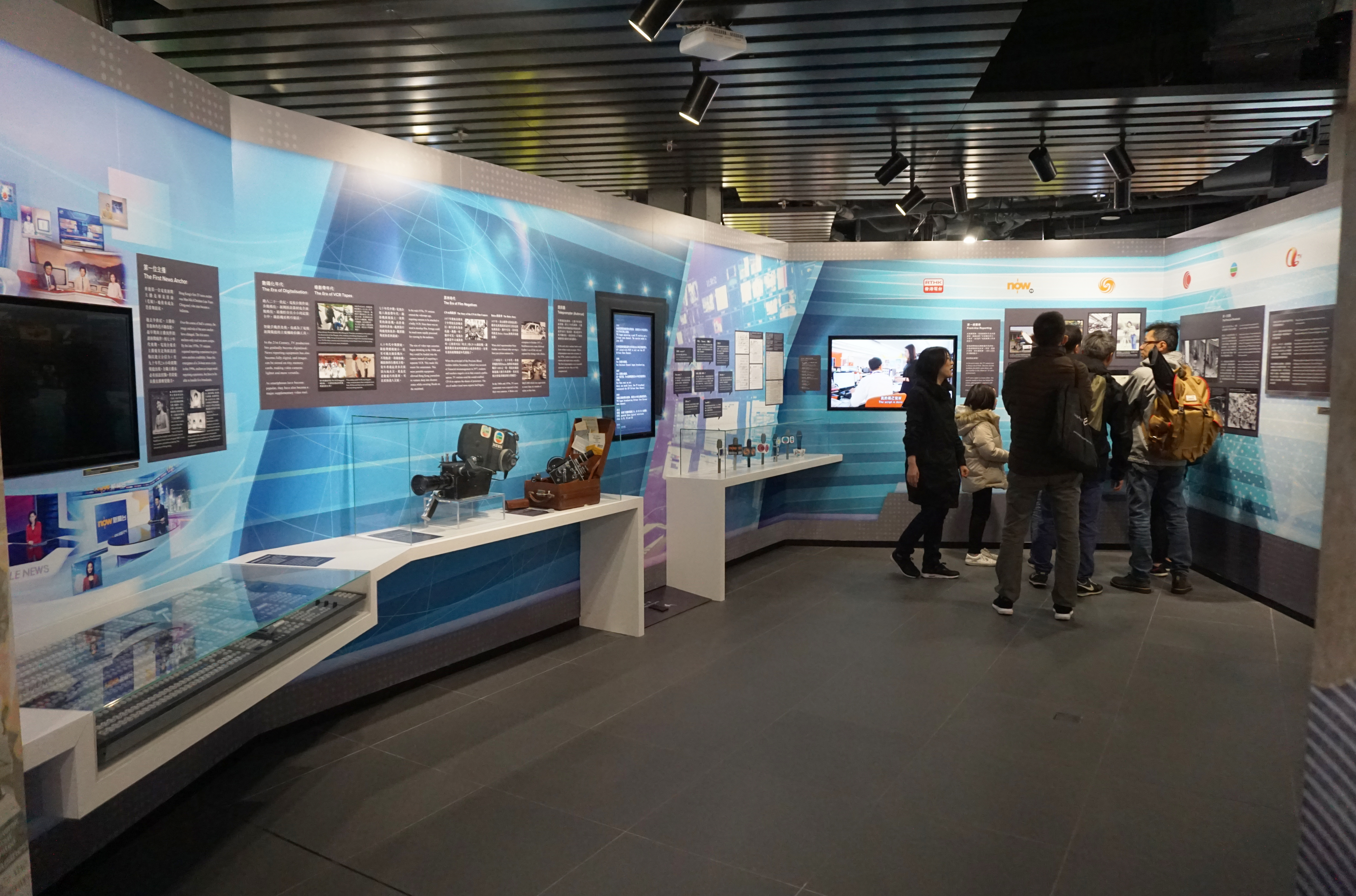
電視展區
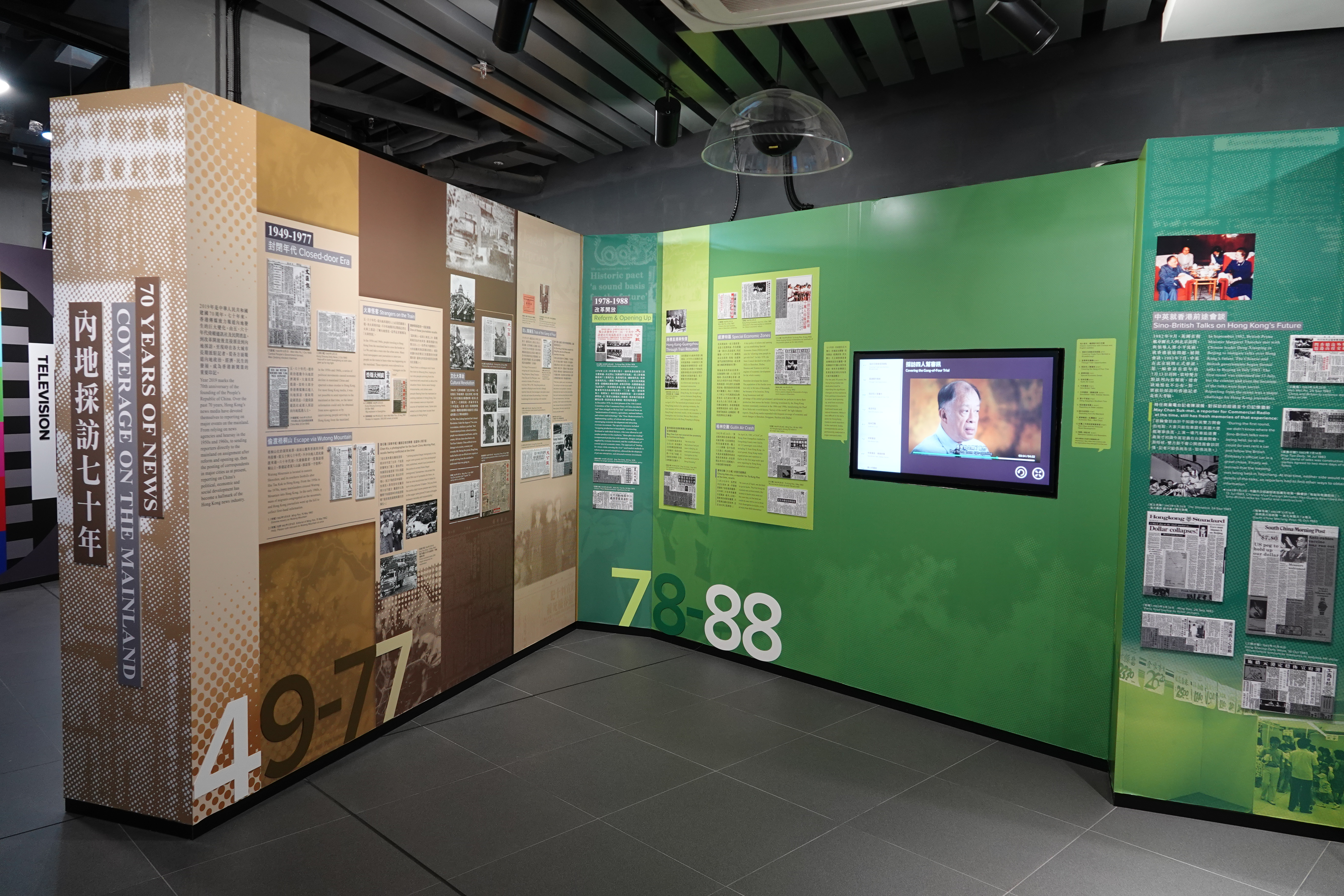
專題展覽︰內地採訪七十年
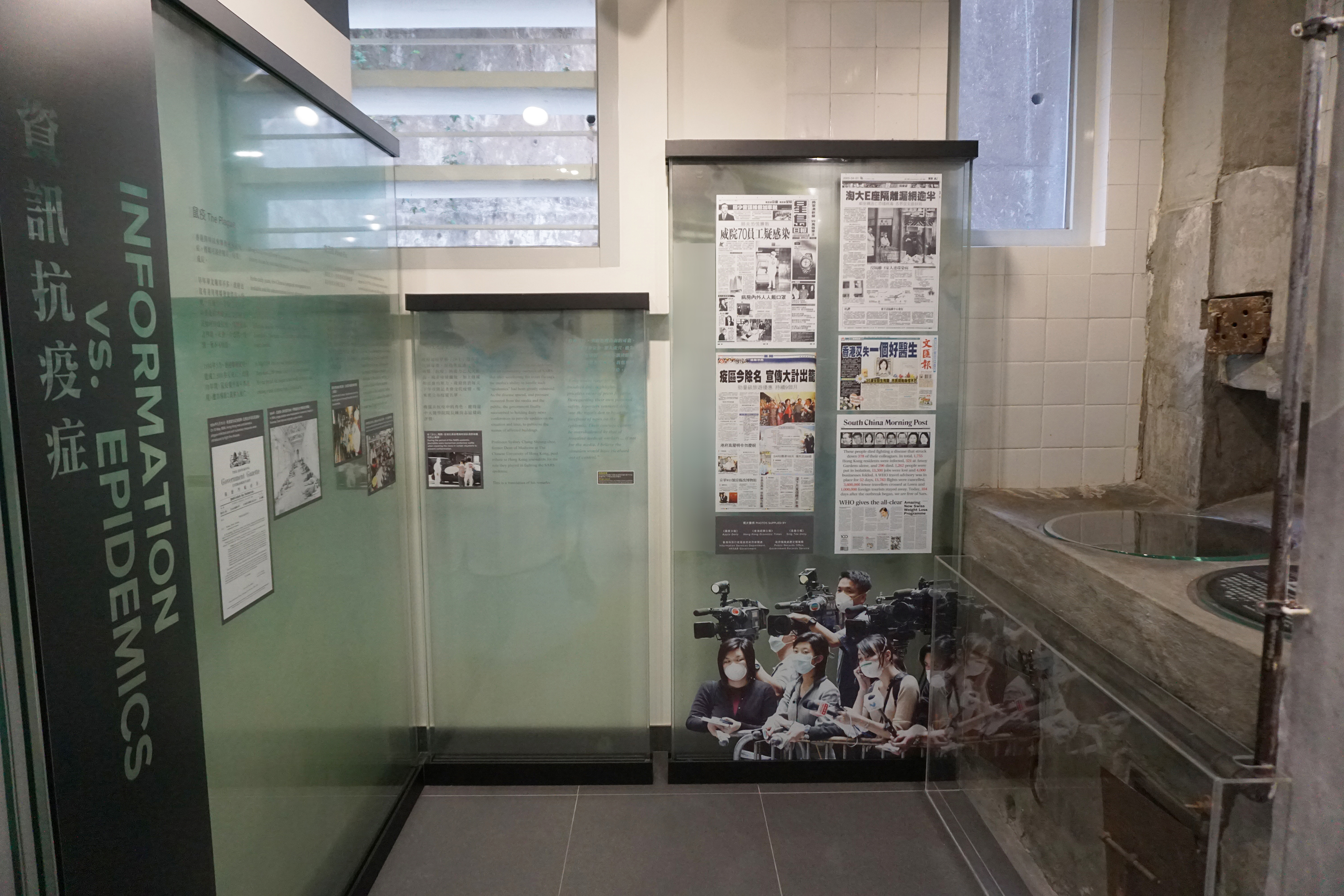
資訊抗疫症展區，右方保留原有街市宰雞房的灶頭及煙囪，用來燒熱水作宰雞用，直至1997年因香港爆發禽流感而停用
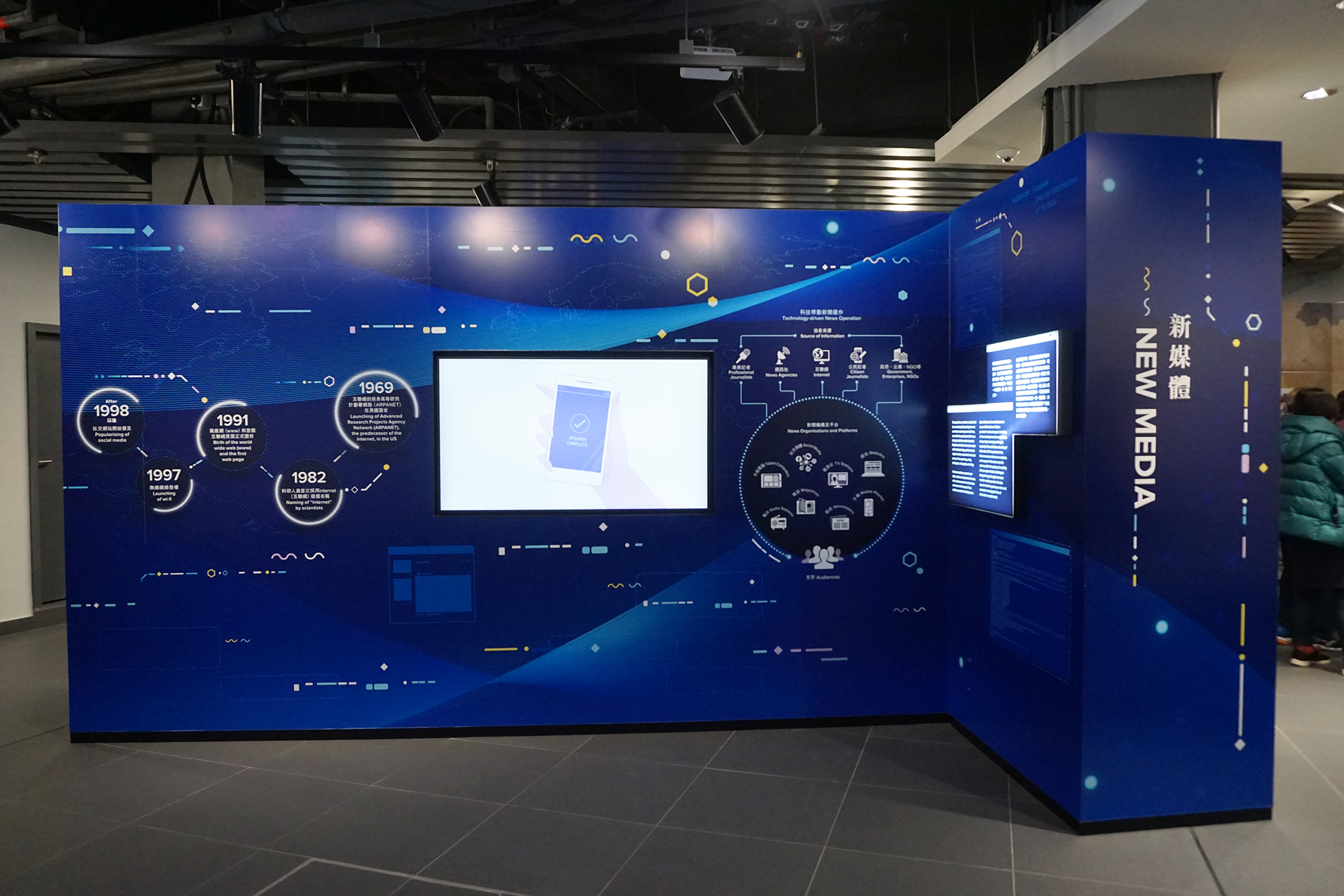
新媒體展區
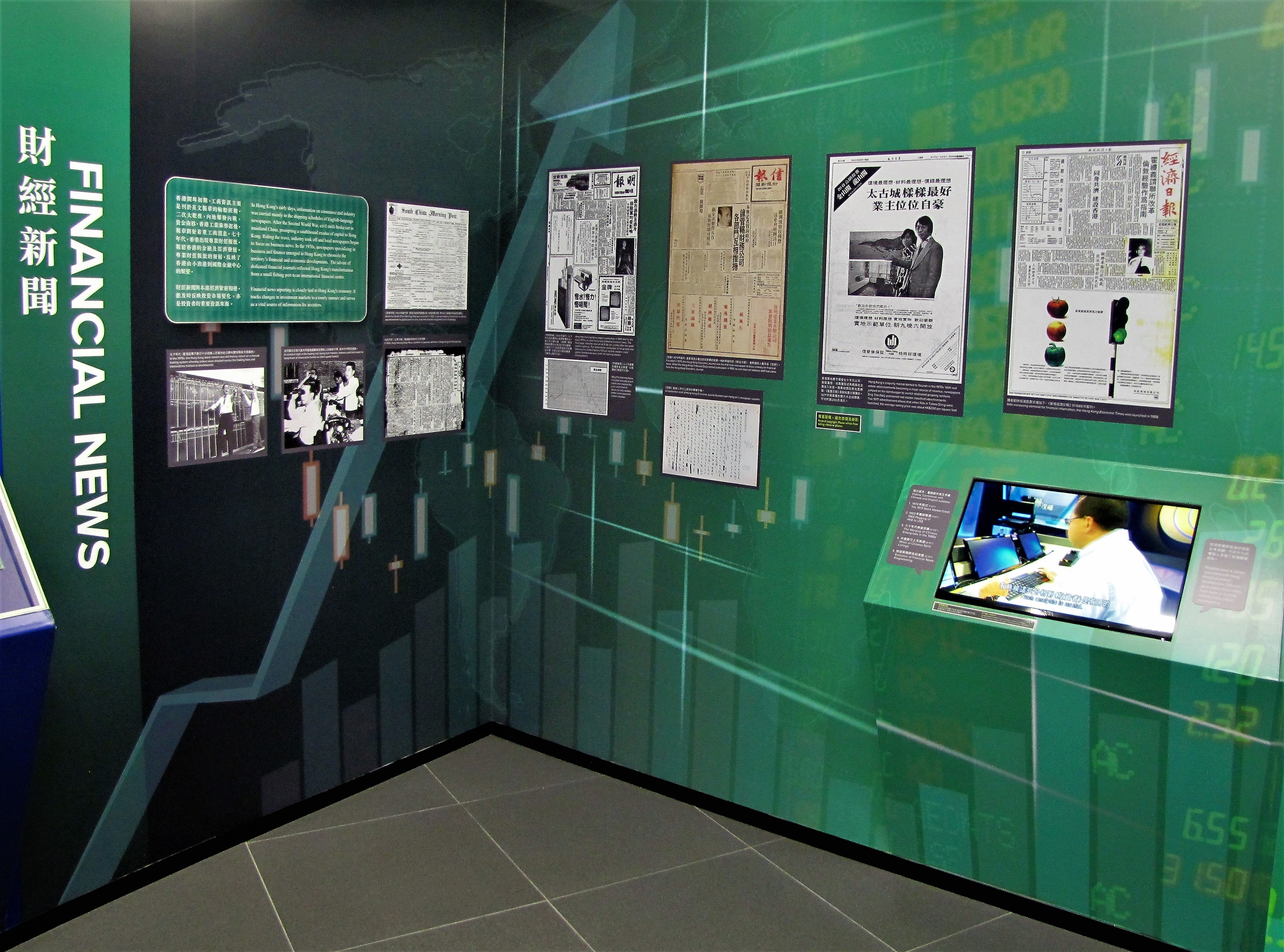
財經新聞展區
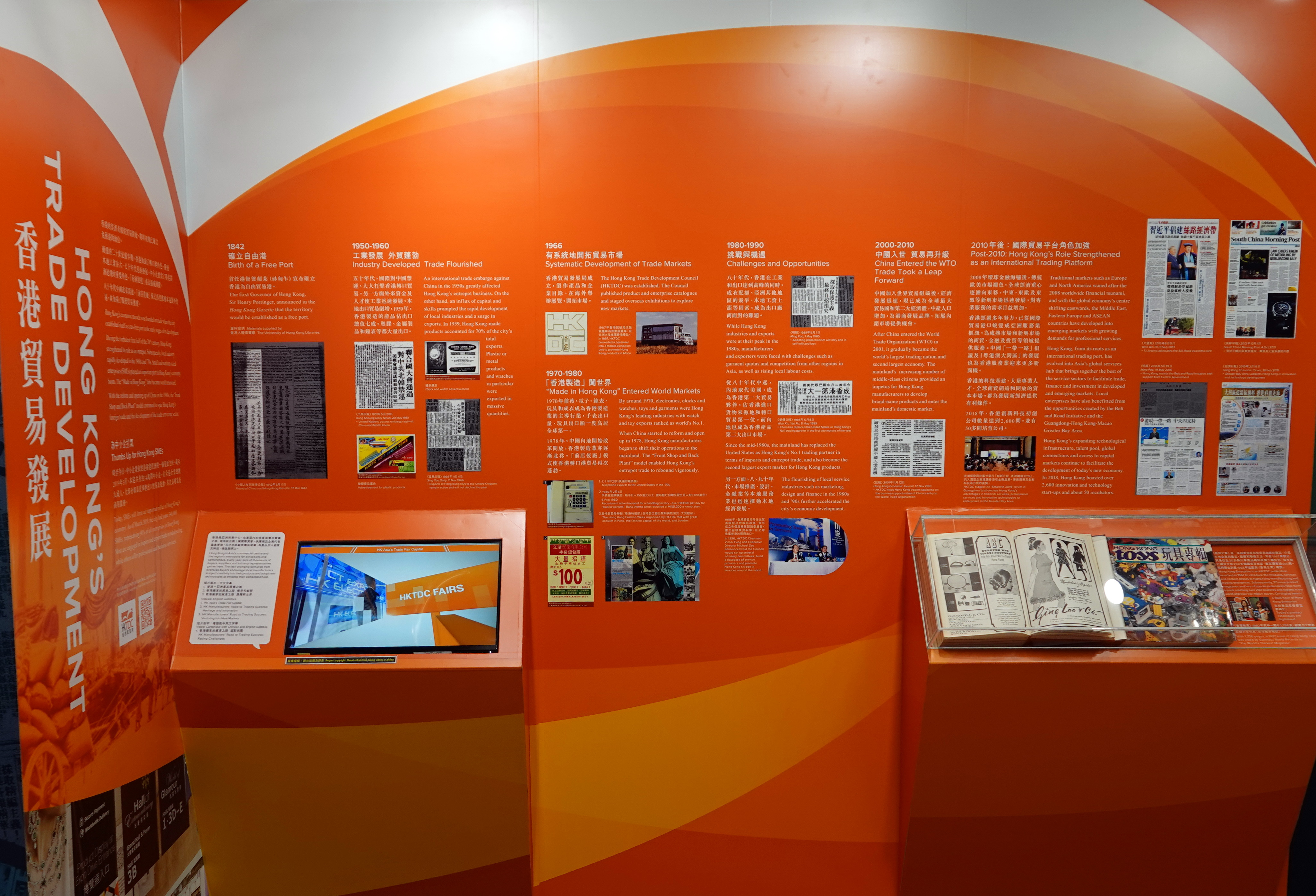
專題展覽︰香港貿易發展
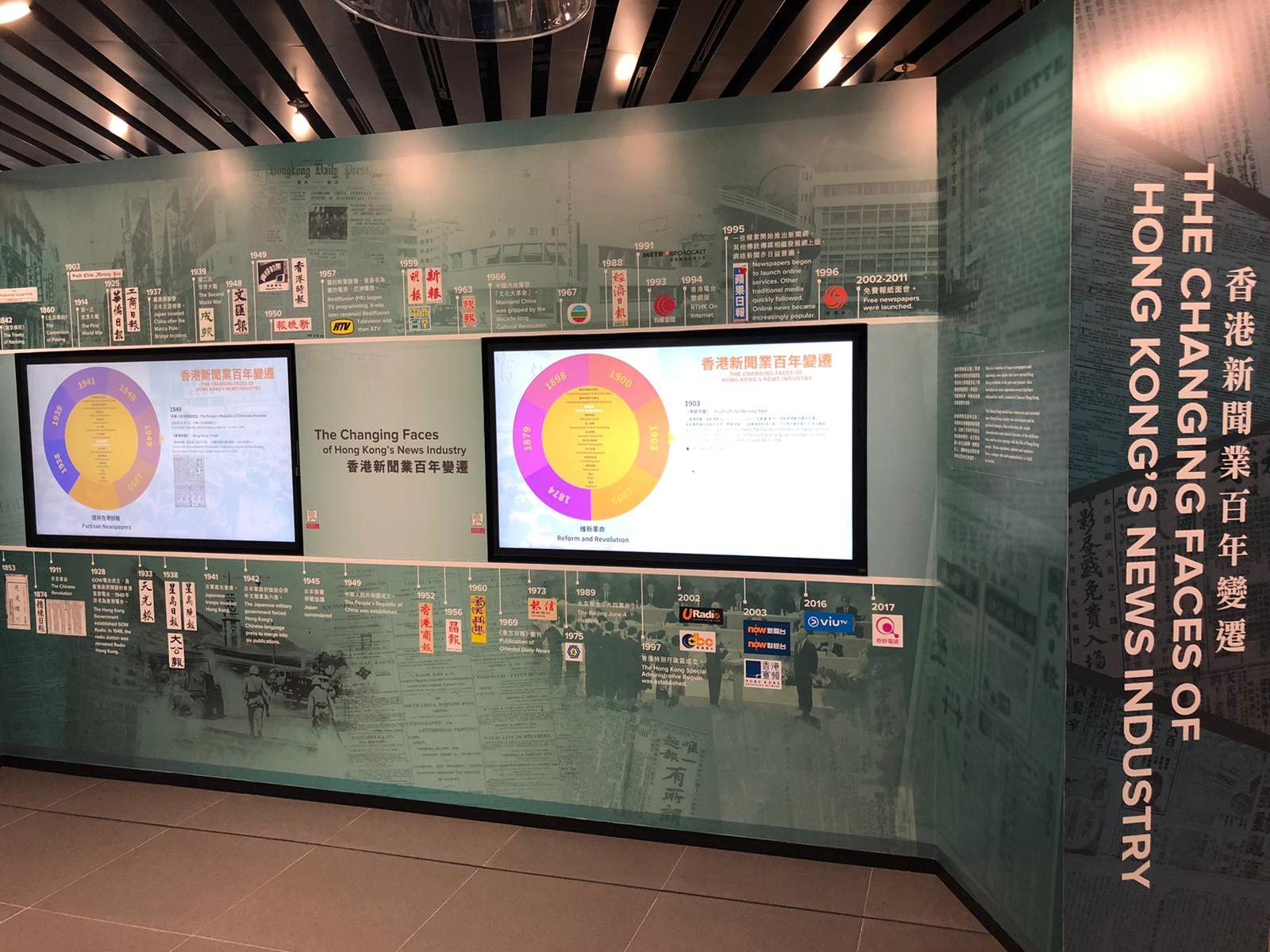
香港新聞業百年變遷
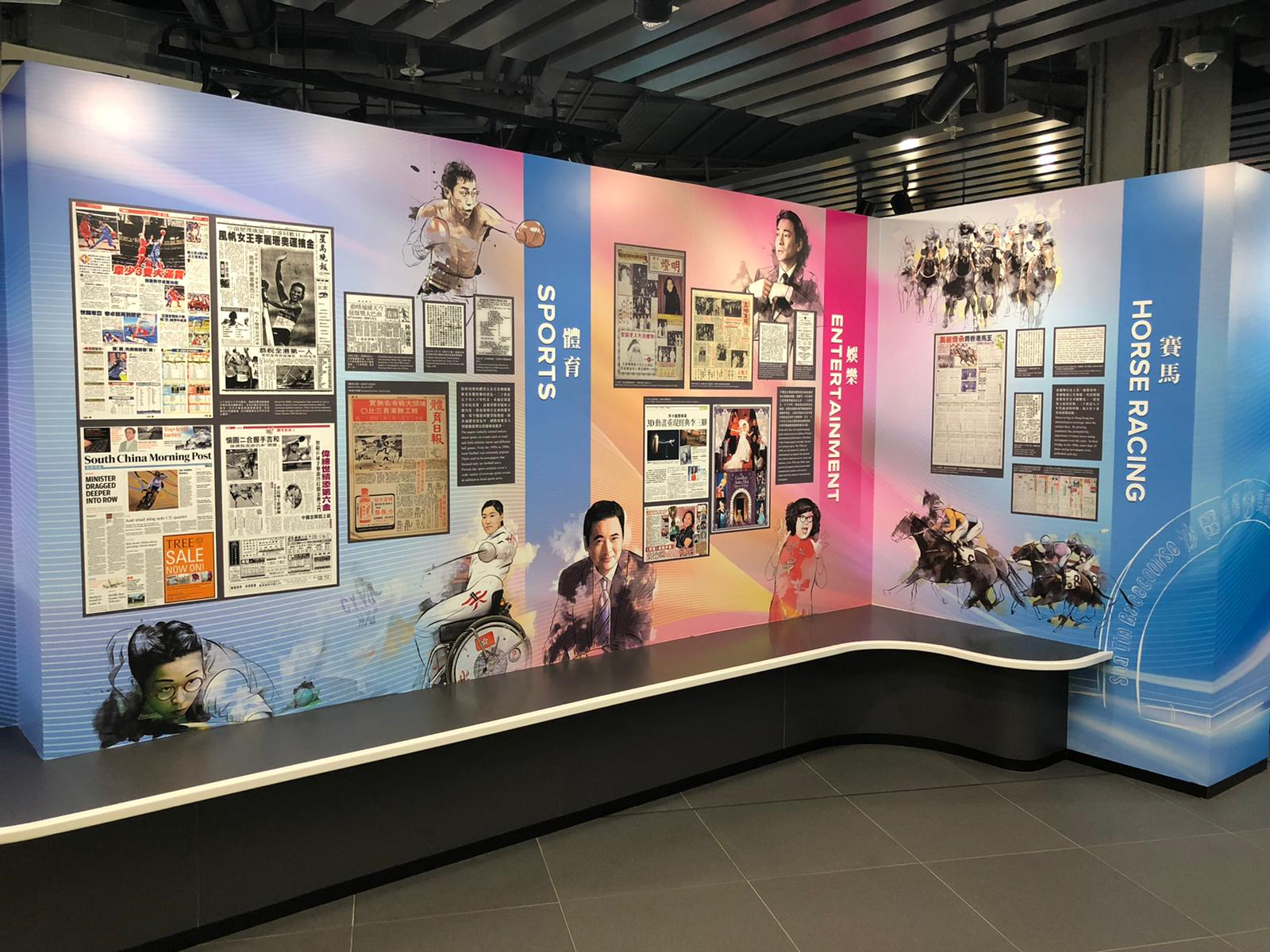
娛樂 體育 賽馬新聞展區

1樓

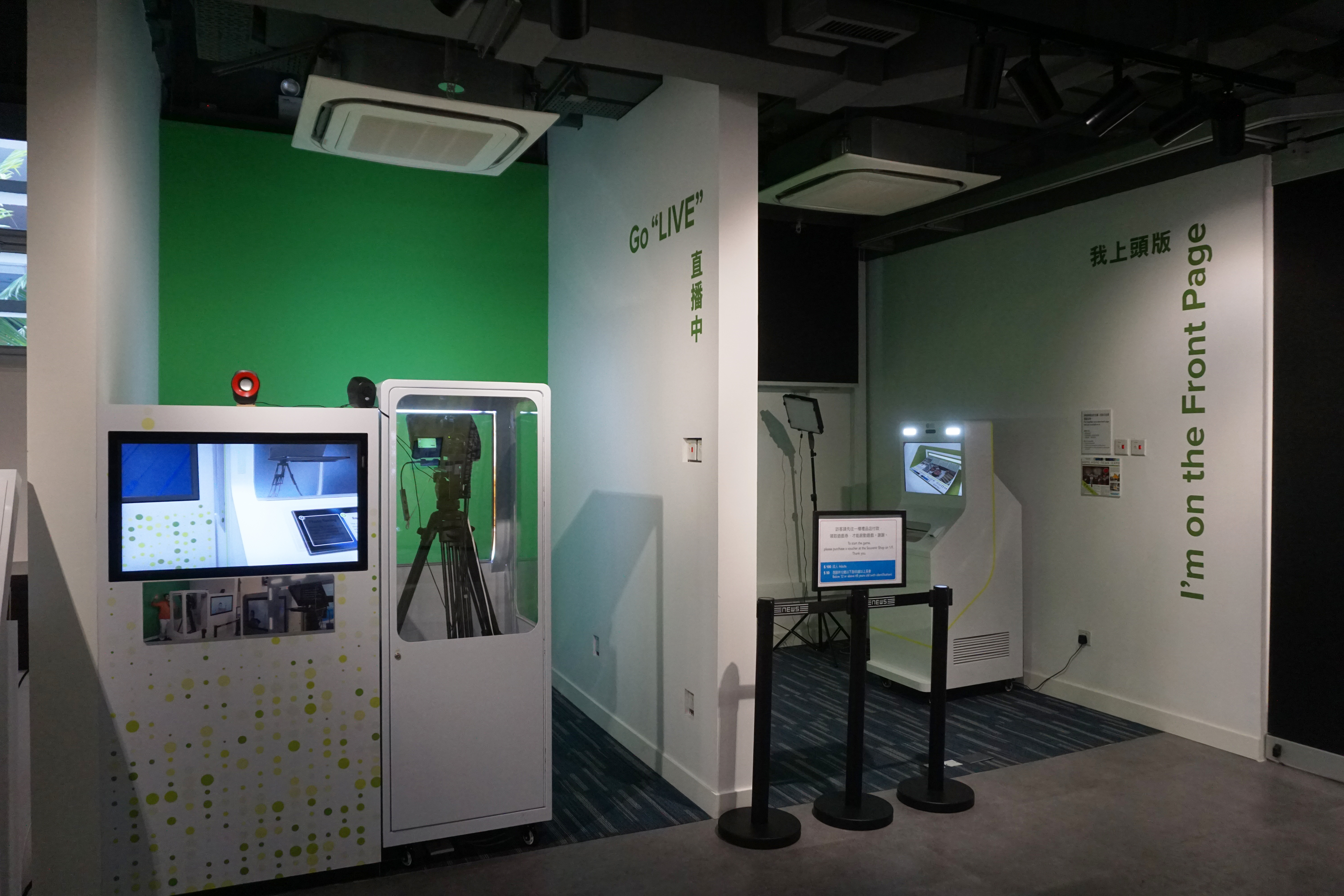
體驗區收費項目，模擬自己為新聞主播及登上報章頭版
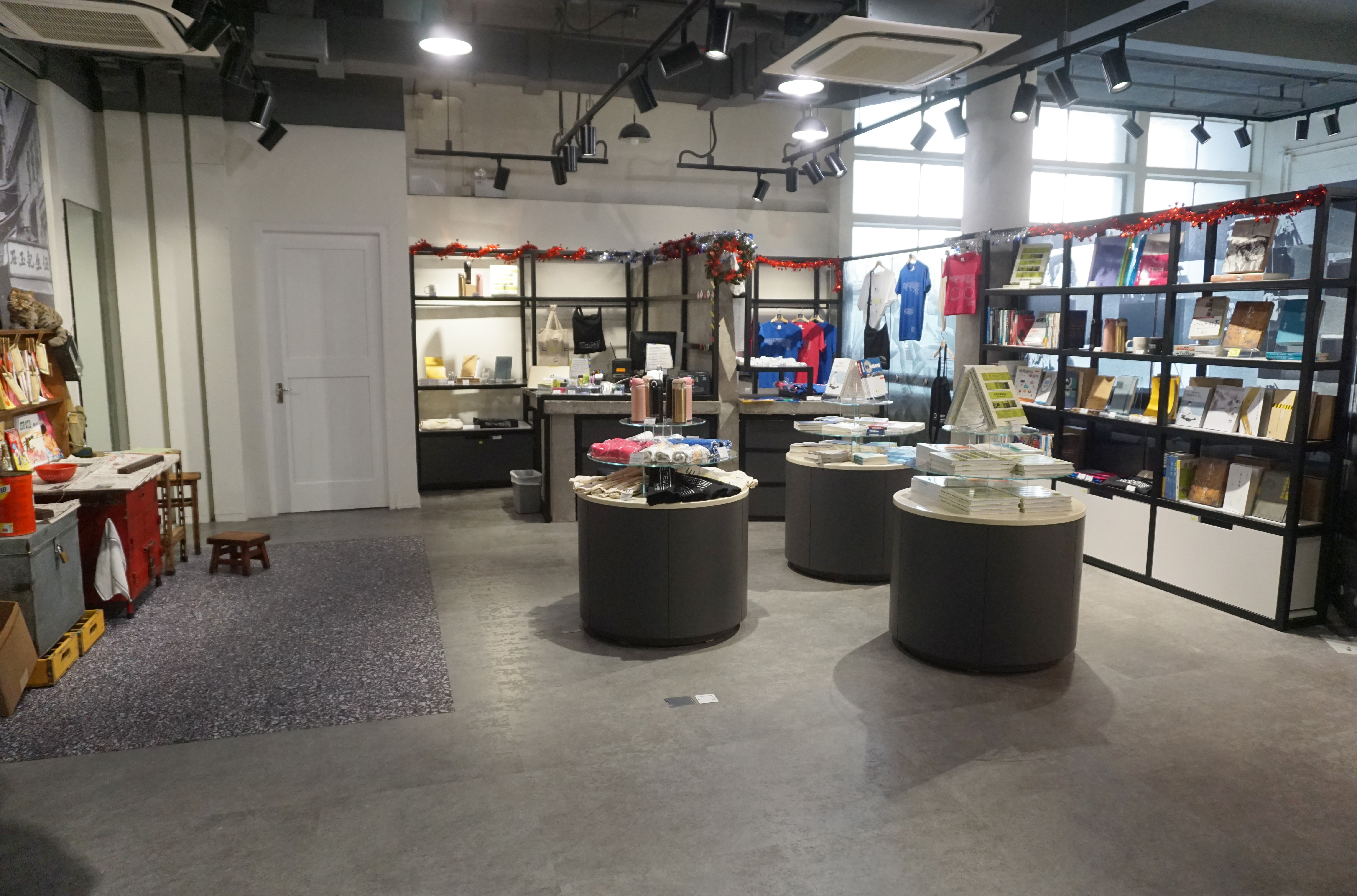
紀念品商店
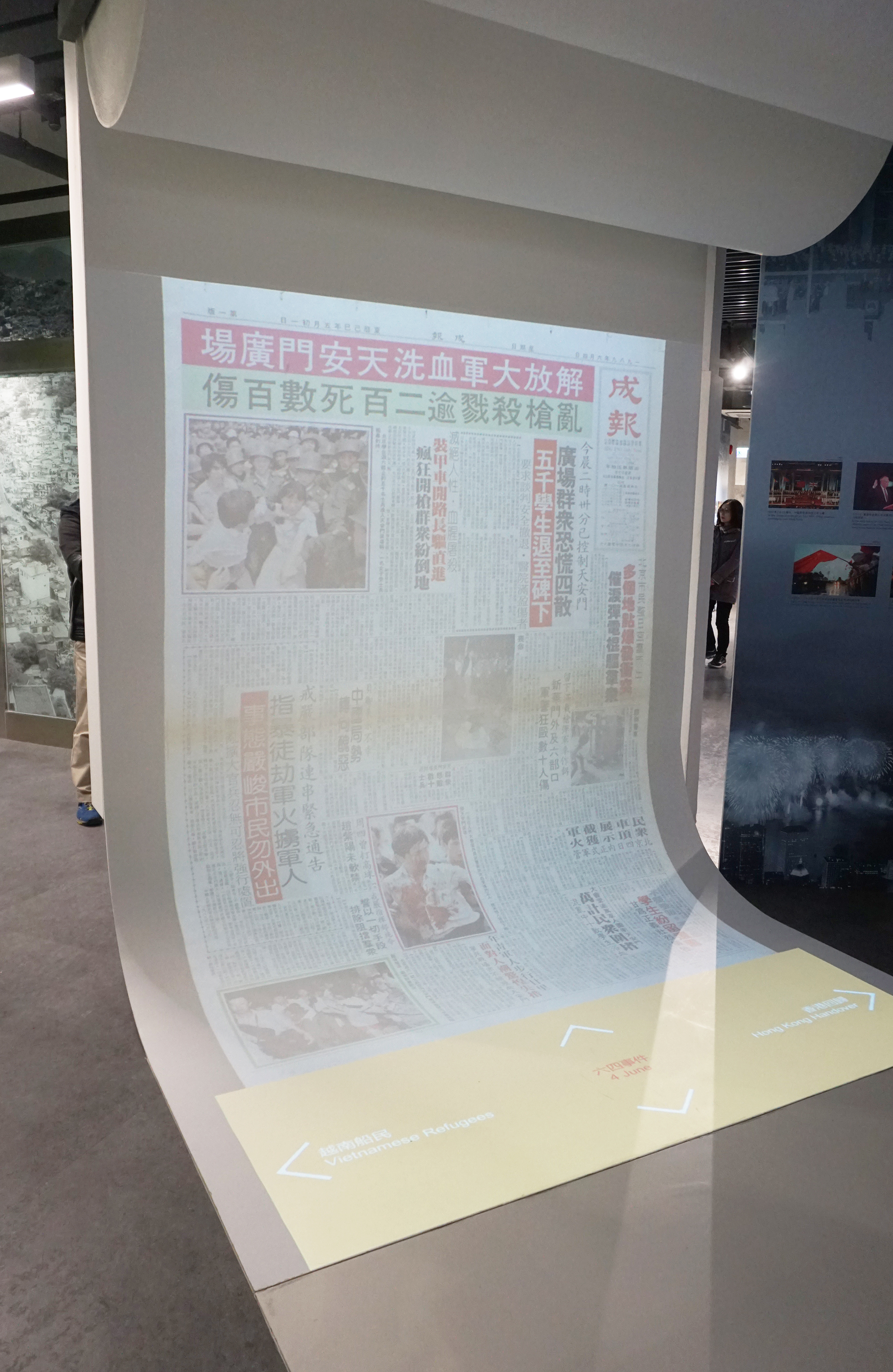
當日頭條、今日歷史展覽，設有一投影器，參觀者只需站在前方用手上下左右揮動便可觀看不同事件的簡述或報章頭條

## 歷史

### 國父孫中山先生受洗
部份必列啫士街街市原址是美國公理會佈道所（現稱中華基督教會公理堂）。喜嘉理牧師於該址創立佈道所。國父孫中山先生1883年來港求學，並在此領洗，登記教名「孫日新」。

### 報業發祥地
必列啫士街街市一帶與香港報業淵源甚深，香港早期創辦的報章，報館都在這裡。街市附近的城皇街、歌賦街和永利街，曾有多家印刷公司和相關行業在此經營，所以俗稱印刷街。曾在這區設社的報章包括：
- 循環日報
- 中國日報
- 華僑日報
- 工商日報
- 南華早報
- 大公報
- 新晚報
- 新生晚報
- 文匯報
- 週末報
- 紅綠日報
- 真報
- 越華報

### 戰後新街市
必列啫士街街市是二次大戰後由當時的市政局倡議興建，以應付當時人口增加的需求。街市於1953年4月30日啟用，地下設有26個檔位，售賣魚類及家禽，一樓則設有33個檔位，主要售賣牛肉、豬肉、生果及蔬菜。1969年，一樓部分地方改建為遊樂場，並加建兩條連接橋接駁至永利街。

### 活化
必列啫士街街市2011年9月列為三級歷史建築，其後被納入第三期《活化歷史建築夥伴計劃》。2013年2月，發展局公布第三期活化歷史建築夥伴計劃申請結果，決定採納新聞教育基金提交的計劃，把必列啫士街街市活化成香港新聞博覽館，提供傳媒教育活動、專題講座及研討會，讓學生，香港市民及海外遊客了解香港新聞傳媒。

## 保育工作

### 保育項目
必列啫士街街市會保留原來的「包浩斯」建築特色原貌，街市內具歷史價值及意義的主樓梯、屠宰房及部分有特色的攤檔結構亦會保留。博覽館將會加建一部升降機，提供無障礙通道，連接永利街，並會拆卸必列者士街旁的垃圾收集站，還原城皇街梯級以及通往半山的景觀。

### 建築特色

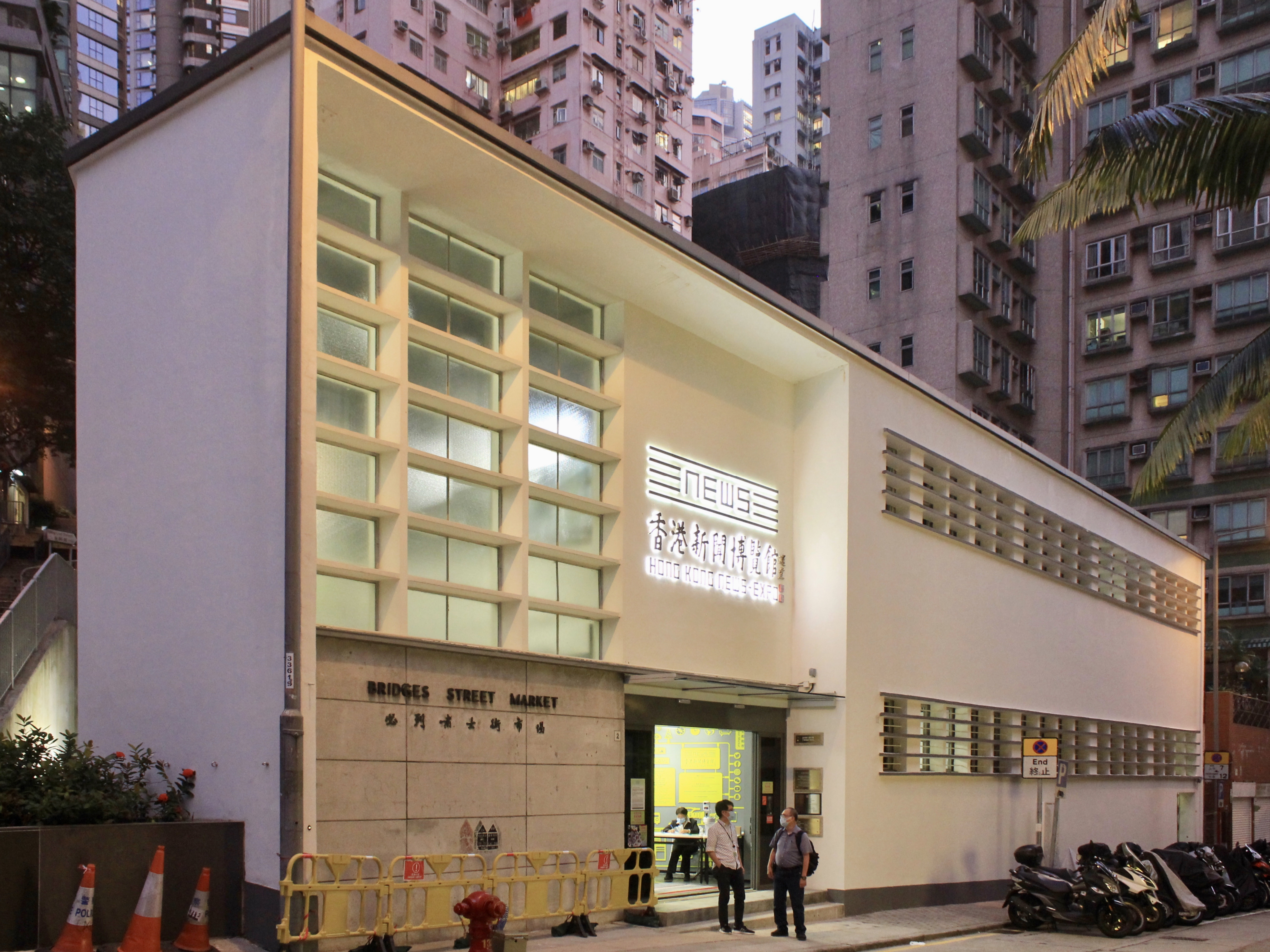
晚間的必列啫士街街市全景

必列啫士街街市樓高三層，是一幢以鋼筋混凝土構架興建的建築物，設計以實用為主，屬現代主義國際風格。這種建築風格一般認為源於1920年代德國的包浩斯藝術學院，而其主要特色亦能在此街市找到，包括建築物設計佈局不對稱，整幢建築物為一大立方體，牆身平滑簡樸，通常髹上白漆，全無任何模塑或裝飾，採用平屋頂設計，並在立面裝有鋼框大玻璃幕牆，以及長形流線型窗戶。建築物以鋼筋混凝土支柱及樓板建成，並以大小混凝土支柱架起無樑板地台和天台樓板。由於內部間隔並非結構的一部分，因此可靈活設計，在有需要的地方自由加建間隔。

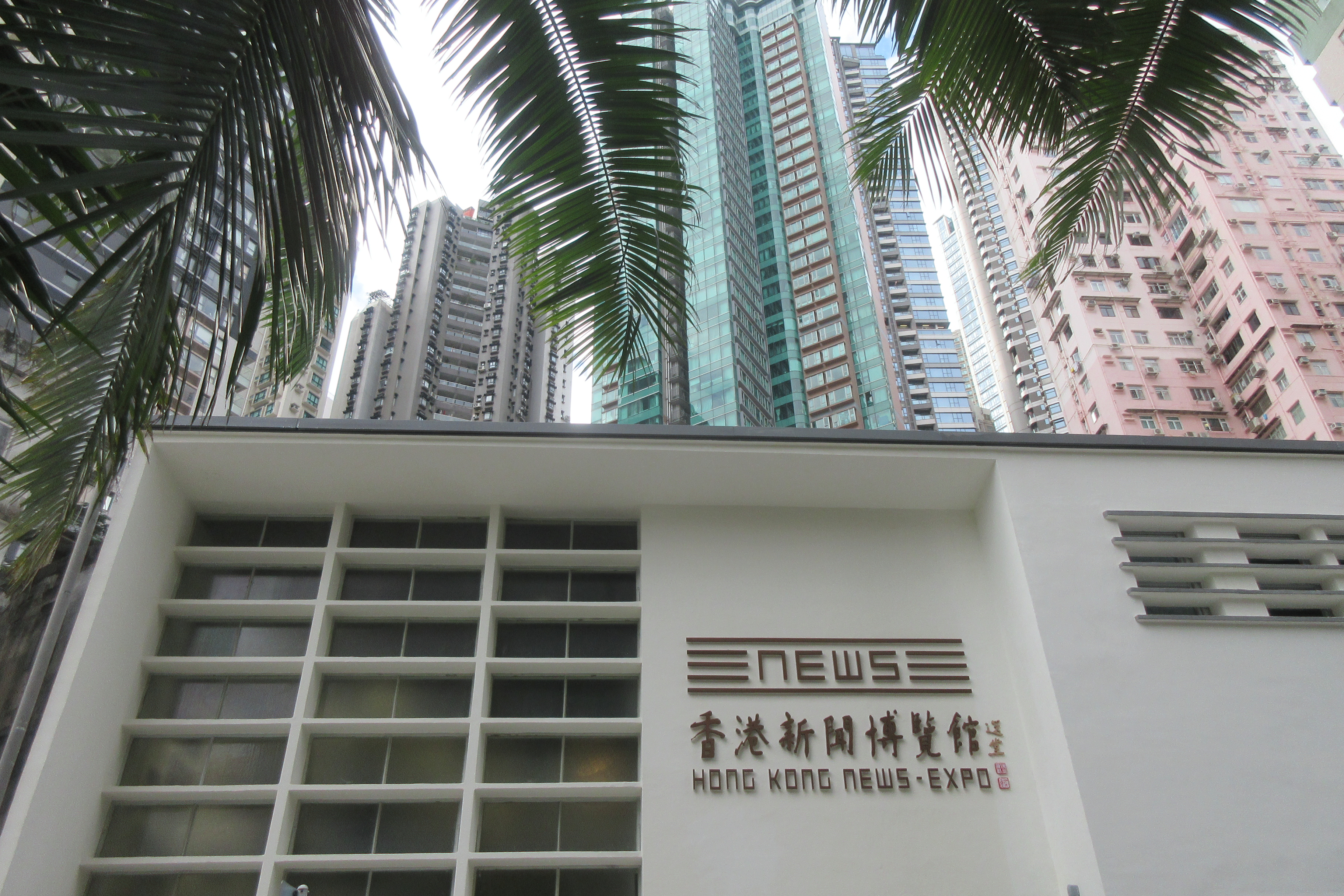
正立面左方的大型窗格
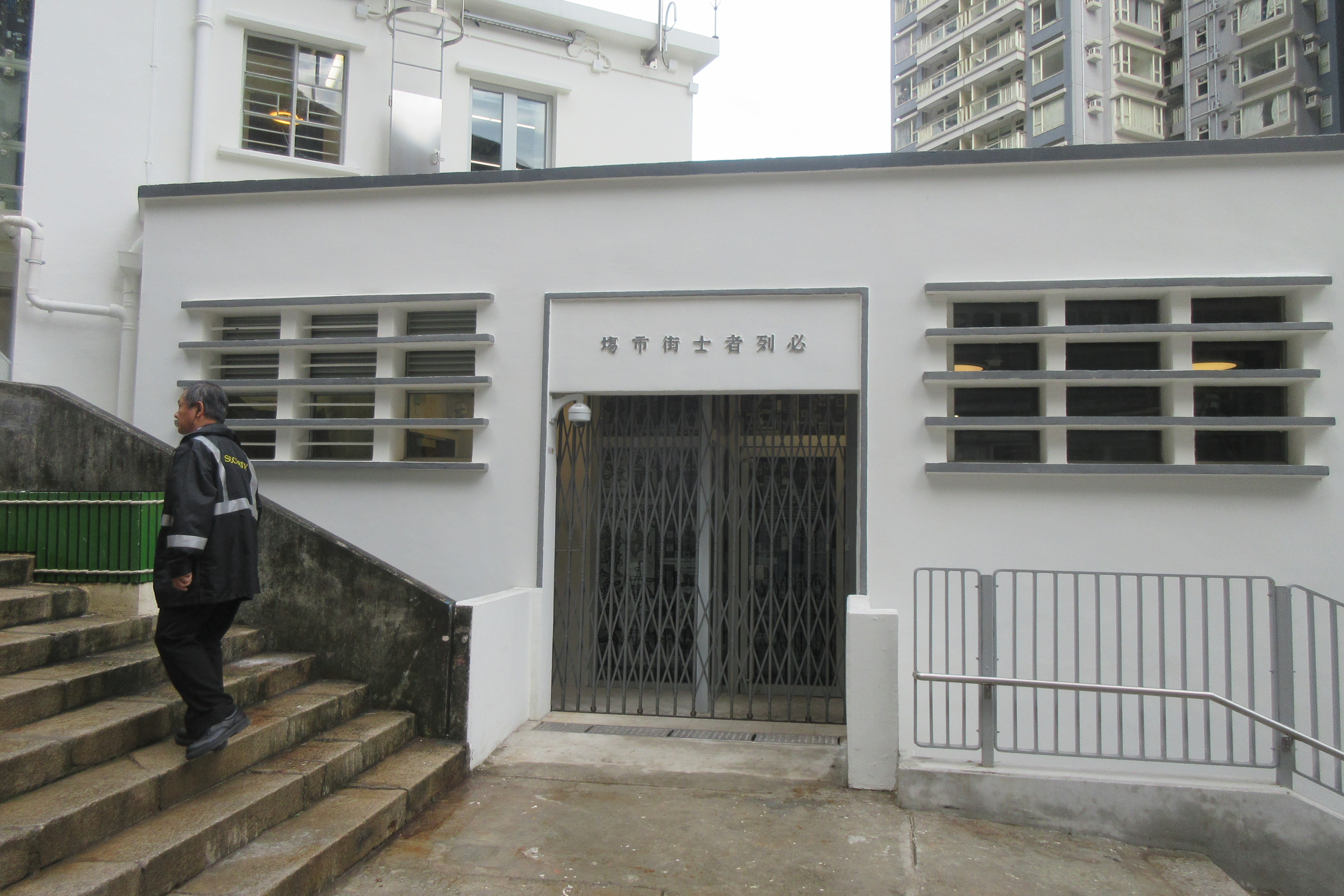
城皇街旁1樓的長形流線型窗戶
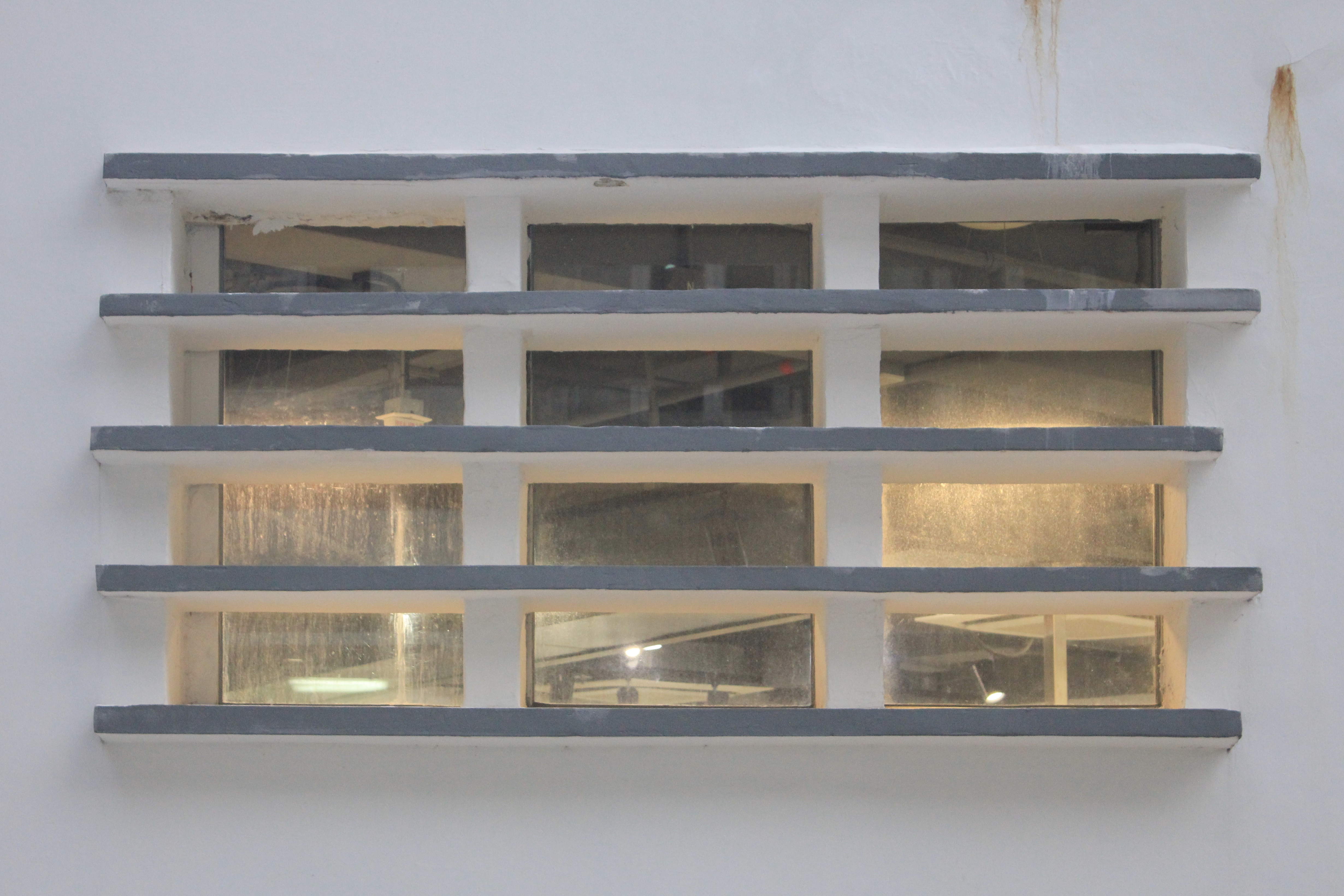
流線型窗戶近照
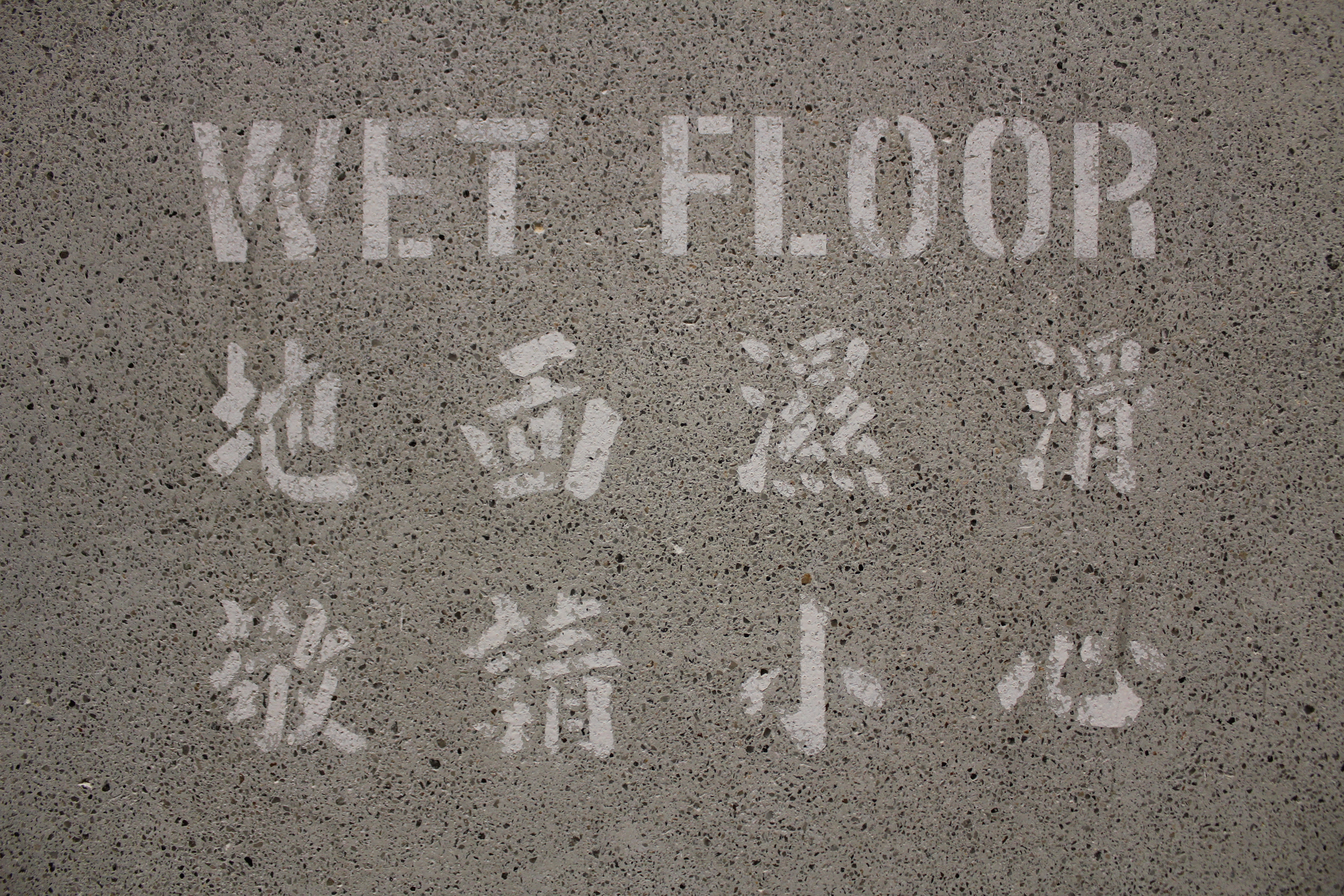
樓梯批盪牆身保留街市時期字牌

街市正面面向必列者士街，正門入口設於左面，向內凹入。設計布局並不對稱。正門旁邊飾有上海批盪鑲板，上面刻有坑紋，模仿磚石建築。鑲板上方築有大型窗格，為室內樓梯引入陽光。街市正面其餘部分為素色抹灰牆，牆上有兩排流線型窗戶，上面伸出橫向混凝土突簷。

## 工程開展
香港新聞博覽館於2016年6月27日與德材建築工程有限公司簽訂工程合約，翻新中環必列啫士街街市，並會興建連接城皇街的升降機，提供無障礙通道，與及清拆垃圾收集站，重置城皇街樓梯，工程於2018年完成。

## 小型展覽及講座

### 《新聞紙 ‧ 老香港》
2013年9月6日至10月13日，新聞博覽館於永利街G7 活動中心舉辦《新聞紙 ‧ 老香港》展覽及講座，展出反映六、七十年代民生的多份報紙，展示當時的香港經濟、民生，並舉辦了3場講座，講者包括邵盧善先生，黃仲鳴先生，趙善真先生，鄭寶鴻先生，韋基舜先生。

### 《日佔時期的香港報業》
2016年3月1日至3月16日，新聞博覽館於永利街G7 活動中心舉辦「日佔時期的香港報業」展覽及講座，展出香港在1941年12月25日淪陷當日及1945年日本投降和香港重光日出版的報章，與及熱心市民馬明昭先生捐出的多份戰時出版的報章，並舉辦了由丁新豹博士、鄭寶鴻先生、蘇鑰機教授及鄭明仁先生主講的講座。

## 開放時間
香港新聞博覽館於2018年12月5日投入服務。但開放初期只會安排團體參觀，12月底才接受公眾網上預約。
- 開放時間：早上10時至晚上7時
- 休館日：逢星期一

- 逢星期六及星期日設有導賞團[7]

## 收費
- 免費入場，館內部份設施及服務需另行收費。

## 交通
| 交通路線列表 |
| --- |
| 港鐵 - █ 港島綫：上環站 E2 出口（步行約15至20分鐘）、西營盤站 C 出口（步行約15至20分鐘） 中環至半山自動扶手電梯系統 - 下行方向：上午6時至上午10時、上行方向：上午10時30分至午夜（沿扶手電梯上行或下行，於士丹頓街離開電梯並向西行至必列者士街，便可抵達。） |

## 外部連結
- 香港新聞博覽館官方網頁 （页面存档备份，存于）
- 新聞教育基金 （页面存档备份，存于）新聞教育基金主頁
- 香港新聞博覽館 （页面存档备份，存于）官方 Facebook 專頁
- 虛擬導覽：香港新聞博覽館 （页面存档备份，存于），發展局文物保育專員辦事處